# Beth Herr
Beth Herr (28 de mayo de 1964) es una tenista profesional estadounidense, retirada de la actividad. Jugó por 11 años en torneos de la National Collegiate Athletic Association, registrando victorias contra rivales como Hana Mandlíková y Mary Joe Fernández. Perdió un partido contra Billie Jean King en Wimbledon por 8–6 en la tercera ronda del torneo.

## Finales de WTA
| Leyenda     | Singles | Dobles |
| ----------- | ------- | ------ |
| Grand Slam  | 0–0     | 0–0    |
| WTA         | 0–0     | 0–0    |
| Tier I      | 0–0     | 0–0    |
| Tier II     | 0–0     | 0–0    |
| Tier III    | 0–0     | 2–0    |
| Tier IV & V | 1–0     | 0–3    |

### Singles (1 final)
| Resultado | N.º | Fecha         | Torneo                  | Superficie | Oponente        | Marcador      |
| --------- | --- | ------------- | ----------------------- | ---------- | --------------- | ------------- |
| Ganadora  | 1.  | Marzo de 1986 | Virginia Slims, Phoenix | Arcilla    | Ann Henricksson | 6–0, 3–6, 7–5 |